# Dendrochilum rufum
Dendrochilum rufum là một loài thực vật có hoa trong họ Lan. Loài này được (Rolfe) J.J.Sm. mô tả khoa học đầu tiên năm 1904.